# Soh Wooi Yik
Soh Wooi Yik (født 17. februar 1998) er en malaysisk badmintonspiller.
Han repræsenterede Malaysia under sommer-OL 2020 i Tokyo, hvor han vandt bronze i double.